# Плотникова, Екатерина Васильевна
Екатери́на Васи́льевна Пло́тникова (19 декабря 1936, дер. Тебенькова Коми-Пермяцкого национального округа, СССР — 27 августа 2002, Москва, Россия) — известная коми-пермяцкая певица, автор первой музыкальной пластинки на коми-пермяцком языке.

## Биография
Екатерина Васильевна Плотникова — уроженка деревни Тебеньково Коми-Пермяцкого национальный округ (ныне — Коми-Пермяцкий округ Пермского края). Выросла в музыкально одарённой семье, в семье пели бабушка, отец, сестра отца. Впоследствии эти услышанные и запомненные в детстве песни составили основу репертуара певицы. Отец певицы с началом Великой Отечественной войны был призван на фронт и вскоре погиб.
Окончила Кувинскую школу, Кудымкарское медицинское училище. С 1951 года работала медсестрой, потом фельдшером в Перми.
На работе вступила в кружок самодеятельности, которым руководила солистка оперы Наталья Терентьевна Измайлова. По её рекомендации Плотникова начала петь в хоре Пермского оперного театра. После возвращения в Кудымкар была солисткой окружного коми-пермяцкого ансамбля песни и танца. В 1959 году получила приглашение на работу в Сыктывкар, столицу республики Коми, в ансамбль «Асъя кыа».
В 1963 году Екатерина Васильевна начала учиться в Всероссийской творческой мастерской эстрадного искусства в Москве. Здесь она сдружилась с наставником мастерской — Ирмой Петровной Яунзем. Ирма Петровна расширила творческие способности певицы, обогатила её репертуар. После обучения в мастерской эстрадного искусства к репертуару певицы на коми, коми-пермяцком и русском языках добавились песни многих народов России, СССР и мира. После окончания обучения в 1965 году работала в Горьковской филармонии, а в 1972 году перевелась на работу в Московскую областную филармонию, откуда в 1997 году ушла на пенсию.
Проживала в Москве, где умерла 27 августа 2002 года. Стараниями земляков и друзей прах певицы привезли из Москвы и похоронили на Кувинском кладбище, на её родине.
Всего в репертуар Екатерина Васильевна Плотниковой вошли песни на 42 языках.
В 1996 году за вклад в развитие искусства, и высокий профессионализм ей было присвоено звание заслуженной артистки России.
Певица записала три пластинки, первая была выпущена в 1978 году и включала коми-пермяцкие народные песни, вторая была связана с творчеством коми-пермяцкого композитора Александра Ивановича Клещина. На третьем диске были записаны напевы, распространённые в Пермском Предуралье, одна сторона включала коми-пермяцкие народные песни, вторая — русские народные песни. С участием певицы были сняты три фильма о её творчестве.
Екатерина Васильевна Плотникова — первая профессиональная коми-пермяцкая певица.

## Фильмы
- «Песни Пармы моей», Пермь-телефильм, 1985